# بلوتو برس
بلوتو برس هي دار نشر كتب بريطانية مستقلة مقرها لندن، تأسست عام 1969. كانت ذراع النشر للاشتراكيين الدوليين (المعروف اليوم باسم حزب العمال الاشتراكي).
صرحت بلوتو برس أنها تنشر «التفكير النقدي التقدمي عبر السياسة والعلوم الاجتماعية، مع التركيز على مجالات السياسة، والشؤون الحالية، والدراسات الدولية، ودراسات الشرق الأوسط، والنظرية السياسية، والدراسات الإعلامية، والأنثروبولوجيا، والتنمية.»
نشرت أعمال كارل ماركس، وفرانز فانون، ونعوم تشومسكي، وبيل هوكس، وإدوارد سعيد، وأوغوستو بوال، وفاندانا شيفا، وسوزان جورج، وإيلان بابي، ونيك روبينز، ورايا دونايفسكايا، وغراهام تورنر، وأليستر كروك، وغابرييل كولكو، وحميد دباشي، وتومي ماكيرني، وأمل سعد غريب، وسيد سليم شاهزاد، وديفيد كرونين، وجون هولواي، وأوكليد تساكالوتوس، وجوناثان كوك.